# Llanddowror
Llanddowror è un centro abitato del Galles, situato nella contea del Carmarthenshire.